# قورباغه جعفری
قورباغه جعفری (نام علمی: Pelodytes) نام یک سرده از راسته قورباغه است.